# Израел на Дечјој песми Евровизије
Израел је први пут наступио на Дечјој песми Евровизије 2012. која се одржала у Амстердаму.

## Представници
| Година    | Извођач(и)       | Песма               | Пласман          | Поени            |
| --------- | ---------------- | ------------------- | ---------------- | ---------------- |
| 2012      | Kids.il          | Let the music win   | 8                | 68               |
| 2013–2015 | Није учествовала | Није учествовала    | Није учествовала | Није учествовала |
| 2016      | Shir & Tim       | Follow my heart     | 15               | 27               |
| 2017      | Није учествовала | Није учествовала    | Није учествовала | Није учествовала |
| 2018      | Noam Dadon       | Children Like These | 14               | 81               |
| 2019–2025 | Није учествовала | Није учествовала    | Није учествовала | Није учествовала |